# Карагандыколь
Карагандыколь (каз. Қарағандыкөл) — село в Кокпектинском районе Абайской области Казахстана. Административный центр Карагандыкольского сельского округа. Код КАТО — 635047100.

## Население
В 1999 году население села составляло 894 человека (474 мужчины и 420 женщин). По данным переписи 2009 года, в селе проживало 406 человек (216 мужчин и 190 женщин).